# Christoph Dirtl
Christoph Dirtl (* 25. Dezember 1963 in Wien) ist ein ehemaliger österreichischer Rallyefahrer. Er ist der Sohn des ehemaligen ersten Solotänzers der Wiener Staatsoper Willy Dirtl (1931–2019).

## Leben
Nach der Matura an der HTBLuVA St. Pölten (Betriebstechnik und Maschinenbau) leitete Christoph Dirtl den Pkw-Verkauf sowie Marketing und Werbung im elterlichen Autohaus (Fa. Piermayr & Co). Etwa zur gleichen Zeit startete er auch seine Motorsport-Karriere.
Christoph Dirtl ist verheiratet und lebt heute mit seiner Frau und den beiden gemeinsamen Kindern in St. Pölten. Dort betreibt er das größte Parkhaus (Car Park Dirtl) der Stadt.

## Karriere
- 1984–1986: Verkaufsleiter Pkw-Bereich (Fiat, Toyota, Subaru)
- 1984–1992: Rallycross und Rallyesport
- 1989–1997: Fahrtechnikinstruktor ÖAMTC
- 1990–1991: Projektleiter ÖKOMOBIL (Entwicklung eines äußerst sparsamen Benzinautos)
- 1995–2001: Geschäftsführer KART-o-MANIA (Indoor-Kart GmbH)
- 1997–2001: Sportlicher Direktor Team V-max (Vize-Staatsmeister 1999, mehrfacher 24-Stunden-Cup-Gewinner)
- 1999: Sportlicher Leiter SPEEDBIKE – AUSTRIA (ÖM Straßenmotorradsport)
- 2000: Rennleitung Finale IKC (Inter-Kart-Cup)
- 2001–2003: Sportlicher Leiter CART-CITY-CIRCUIT (Promi-Kartveranstaltungen in Europa)
- 2002: Projektleitung und Durchführung des 24h-Kartrennens in der Wiener Stadthalle
- 2002–2007: Sportliche Durchführung Art-of-Cart in der PlusCity, Pasching bei Linz; Los Angeles (2005); Türkei (2006); Ischgl (2007)

## Erfolge
1984 begann er mit Rallycross und wurde gleich im ersten Jahr mit dem Fiat Ritmo 130 TC seines Mentors Andy Bentza Gesamtdritter und bester Gruppe-A-Fahrer der Österreichischen Rallycross-Meisterschaft (Division 1), hinter Ludwig Hofer und Gustav Mostetschnig. Im selben Jahr gewann Dirtl auch einen europaweit ausgeschriebenen Ford-Talentwettbewerb und wurde von den heimischen Medien als „Entdeckung des Jahres“ gefeiert. 1991 wurde er Staatsmeister der Österreichischen Rallye-Staatsmeisterschaft (Gruppe-A-Kategorie), nachdem er 1989 und 1990 bereits die Gruppe-N-Kategorie der Staatsmeisterschaft für sich entschieden hatte.
| Jahr | Wettbewerb                                        | Rang                                            | Fahrzeug                  |
| 1984 | Rallycross-Staatsmeisterschaft (Division 1)       | 3. Platz                                        | Fiat Ritmo 130 TC         |
| 1984 | Ford-Talentwettbewerb (europaweit ausgeschrieben) | 1. Platz                                        | Ford Escort XR3i          |
| 1985 | ÖM Rallye Gruppe A                                | 7. Platz                                        | Ford Escort XR3i          |
| 1986 | ÖM Rallye Gruppe A                                | 5. Platz                                        | Ford Escort RS Turbo      |
| 1987 | ÖM Rallye Gruppe A                                | 4. Platz                                        | Renault 5 GT Turbo        |
| 1987 | ARBÖ Rallye-Cup                                   | 1. Platz                                        | Renault 5 GT Turbo        |
| 1988 | ÖM Rallye Gruppe A                                | 7. Platz                                        | Renault 5 GT Turbo        |
| 1988 | Seat Ibiza Cup                                    | 5. Platz                                        | Seat Ibiza                |
| 1989 | ÖM Rallye Gruppe N                                | 1. Platz                                        | Lancia Delta HF Integrale |
| 1990 | ÖM Rallye Gruppe N                                | 1. Platz                                        | Lancia Delta HF Integrale |
| 1991 | ÖM Rallye Gruppe A                                | 1. Platz                                        | Lancia Delta HF Integrale |
| 1992 | Rallye-Europameisterschaft                        | an 2. Stelle liegend wegen Krankheit aufgegeben | Lancia Delta HF Integrale |
| 1993 | 24-Stunden-Rennen auf dem Nürburgring             | 8. Platz                                        | Porsche 911               |
| 2000 | 24-h-Rennen Nürburgring                           | 1. Platz in der Klasse                          | VW Golf TDI               |

1992 musste Christoph Dirtl aufgrund einer schweren Verletzung dem Rallyesport den Rücken kehren. Er lag damals auf dem aussichtsreichen 2. Rang in der Rallye-Europameisterschaft.